# Tomografia ottica a coerenza di fase

Oct del dito di una mano

La tomografia ottica a coerenza di fase (in inglese optical coherence tomography, OCT, conosciuta in Italia come tomografia ottica a radiazione coerente oppure tomografia a coerenza ottica ed anche tomografia ottica computerizzata) è una metodica diagnostica medica oculistica per immagini tomografica, che consente lo studio in vivo degli strati cellulari e delle fibre nervose retiniche, spesso colpiti da patologie oculari; è un sistema d'acquisizione basato sul principio dell'interferenza impiegando solitamente un fascio di radiazioni luminose vicino alla frequenza degli infrarossi a bassa coerenza. L'uso di una luce di una lunghezza d'onda relativamente lunga consente di penetrare nel mezzo di dispersione. La microscopia confocale è un'altra tecnica ottica, penetra di solito meno profondamente nel campione ma con una risoluzione più alta.
L'OCT è paragonata a una biopsia non invasiva o a una TAC dell'occhio.
La tecnica trova largo uso in oftalmologia e ha numerose altre applicazioni biomediche. L'OCT sfrutta un raggio di luce a bassa coerenza, generalmente emesso da un diodo superluminescente. Analogamente a quello che fa un sonar con i fondali (a livello acustico), grazie all'analisi computerizzata della luce riflessa dai tessuti in esame è possibile ricostruirne la struttura in due o tre dimensioni. Questa tecnica, ad esempio, consente lo studio in sezione della retina e la diagnosi di eventuali patologie. È una metodica che effettua un'analisi per strati del tessuto retinico, consentendo l'evidenziazione di alterazioni intraretiniche quali le raccolte fluide (edema interstiziale o cistico, schisi intraretinica), la presenza di materiale anomalo (sangue, colesterolo) o di soluzioni di continuità a spessore parziale o totale (fori a spessore parziale o totale). L'analisi computerizzata dei dati permette l'elaborazione di mappe dello spessore della macula e il loro confronto in esami successivi. È una tecnica particolarmente importante per la diagnosi e la prognosi delle patologie della macula, la zona centrale della retina, come il foro maculare, le membrane epiretiniche (pucker maculare) e le membrane neovascolari subretiniche. La visualizzazione di queste ultime è ulteriormente migliorata dall'introduzione di una nuova metodica, denominata angio-OCT, che consente la visualizzazione del flusso sanguigno a livello dei tessuti.
La tomografia a coerenza ottica è una delle classiche tecniche tomografiche ottiche. Un'applicazione relativamente recente dell'OCT è la tomografia a coerenza ottica di dominio di frequenza, che offre vantaggi nel rapporto segnale-rumore, consentendo una maggiore acquisizione del segnale. I sistemi di tomografia ottica in commercio sono impiegati in diverse applicazioni, tra cui la conservazione dell'arte e la medicina diagnostica, in particolare in oftalmologia e optometria dove possono essere utilizzati per ottenere immagini dettagliate all'interno della retina. Recentemente, ha anche cominciato a essere utilizzato nella cardiologia interventistica per diagnosticare la malattia coronarica. Ha anche mostrato promesse nella dermatologia per migliorare il processo diagnostico.
La tomografia a coerenza ottica è anche utilizzata per studiare la geometria del segmento anteriore, esiste uno strumento specificamente concepito per questo scopo che ha nome di Visante OCT.

## Storia
A partire dal lavoro di Adolf Fercher e dei suoi colleghi sulla coerenza bassa, parziale o interferometria a luce bianca per le misurazioni dell'occhio in vivo a Vienna negli anni '80, è stata studiata l'imaging del tessuto biologico, in particolare dell'occhio umano, in parallelo da più gruppi in tutto il mondo. Una prima rappresentazione bidimensionale in vivo di un fondo oculare umano lungo un meridiano orizzontale basato su scansioni di profondità interferometriche a luce bianca è stata presentata alla conferenza ICO-15 SAT del 1990. Sviluppato ulteriormente nel 1990 da Naohiro Tanno, allora professore all'Università di Yamagata, fu chiamato tomografia a riflettanza eterodina, e in particolare dal 1991 da Huang et al., Nel laboratorio del Prof. James Fujimoto presso il Massachusetts Institute of Technology, che ha coniato con successo il termine "tomografia a coerenza ottica". Da allora, l'OCT con risoluzione micrometrica e capacità di imaging in sezione trasversale sono diventati un'importante tecnica biomedica di imaging dei tessuti che ha continuamente acquisito nuove capacità tecniche a partire dalla rilevazione precoce del segnale elettronico, tramite l'utilizzo di laser a banda larga e array di pixel lineari fino a laser sintonizzabili ultraveloci per aumentare le prestazioni e la sua sensibilità.
È particolarmente adatto per applicazioni oftalmiche e altre immagini di tessuti che richiedono una risoluzione micrometrica e una profondità di penetrazione millimetrica. Le prime immagini OCT in vivo che mostravano strutture retiniche furono pubblicate nel 1993 e le prime immagini endoscopiche nel 1997. L'OCT è stato utilizzato anche per vari progetti di conservazione dell'arte, in cui viene utilizzato per analizzare diversi strati in un dipinto. Gli OCT presentano vantaggi interessanti rispetto ad altri sistemi di imaging medico. L'ecografia medica, la risonanza magnetica (MRI), la microscopia confocale e l'OCT si adattano in modo diverso all'imaging morfologico dei tessuti: mentre i primi due hanno tutto il corpo ma capacità di imaging a bassa risoluzione (in genere una frazione di millimetro), il terzo può fornire immagini con risoluzioni ben al di sotto di 1 micrometro (cioè sotto-cellulare), tra 0 e 100 micrometri in profondità, e il quarto può sondare fino a 500 micrometri, ma con una risoluzione più bassa (cioè architettonica) (circa 10 micrometri in laterale e alcuni micrometri di profondità in oftalmologia, per esempio, e 20 micrometri in laterale in endoscopia).
L'OCT si basa sull'interferometria a bassa coerenza. Nell'interferometria convenzionale con lunga coerenza (cioè l'interferometria laser), l'interferenza della luce si verifica su una distanza di metri. Nei OCT, questa interferenza è ridotta a una distanza di micrometri, a causa dell'uso di sorgenti luminose a larghezza di banda larga (cioè sorgenti che emettono luce su una vasta gamma di frequenze). La luce con ampie larghezze di banda può essere generata utilizzando diodi superluminescenti o laser con impulsi estremamente brevi (laser a femtosecondi). La luce bianca è un esempio di sorgente a banda larga con potenza inferiore.
La luce in un sistema OCT è suddivisa in due bracci: un braccio campione (contenente l'elemento di interesse) e un braccio di riferimento (di solito uno specchio). La combinazione di luce riflessa dal braccio di campionamento e luce di riferimento dal braccio di riferimento genera un modello di interferenza, ma solo se la luce di entrambi i bracci ha percorso la "stessa" distanza ottica. Analizzando lo specchio nel braccio di riferimento, è possibile ottenere un profilo di riflettività del campione (questo è l'OCT nel dominio del tempo). Le aree del campione che riflettono molta luce creeranno maggiore interferenza rispetto alle aree che non lo fanno. Qualsiasi luce al di fuori della breve lunghezza di coerenza non interferirà. Questo profilo di riflettività, chiamato A-scan, contiene informazioni sulle dimensioni spaziali e sulla posizione delle strutture all'interno dell'elemento di interesse. Un tomografo a sezione trasversale (B-scan) può essere ottenuto combinando lateralmente una serie di queste scansioni di profondità assiali (A-scan). Un'imaging del viso a una profondità acquisita è possibile a seconda del motore di imaging utilizzato.